# Lampona talbingo
Lampona talbingo is een spinnensoort uit de familie Lamponidae. De soort komt voor in het zuidoosten van Australië.